# Palau Calbo Crotta
El Palau Calbo Crotta és un edifici arquitectònic venecià, situat al barri de Cannaregio i amb vistes al Gran Canal, on s'alça el pont dels Scalzi i a l'entrada de la Lista di Spagna.

## Història
El palau data del segle XIV, quan va ser construït com a residència de la família Calbo, i va ser remodelat nombroses vegades durant els segles següents, adquirint el seu aspecte actual al segle XVII.
Al segle XVIII va passar a la família Crotta, que va fer canvis sobretot a l'interior, embellint-lo amb obres d'art i mobiliari.
Actualment en bon estat, l'edifici alberga principalment apartaments privats.

## Arquitectura
L'edifici és un complex desenvolupat en longitud i tres plantes d'alçada amb un entresol a les golfes.
La façana que dona al canal està arrebossada de blanc, dividida estilísticament en dues parts igualment estructurades: ambdues tenen fileres de finestres monófores, al centre de les quals, a les dues plantes principals, es destaca la presència de finestres trifores, les del costat dret amb ampit de pedra.
L'estil del costat esquerre és gòtic, amb obertures ogivals; el del costat dret és típicament renaixentista, amb obertures d'arc de mig punt.
A la planta baixa hi ha una terrassa amb vistes al primer tram del Gran Canal.
A l'interior hi ha nombrosos frescos de Jacopo Guarana.
A la primera planta hi ha la Unione Veneta Bonifiche, una associació i òrgan representatiu dels consorcis de recuperació de terres del Vèneto.